# Lerner Publishing Group
Lerner Publishing Group est une maison d'édition américaine spécialisée dans les livres pour enfants et les livres scolaires. Fondée en 1959, elle a son siège à Minneapolis.
Lerner possède de nombreuses divisions, dont la maison d'édition de bandes dessinées didactiques Graphic Universe.